# Limanovai csata
A limanovai csatát, más néven limanowa–łapanowi csatát 1914. november 28. – december 18. között Galíciában Limanowa mellett vívták meg. Eredményeként az osztrák-magyar csapatok megállították és a Dunajec folyó mögé vetették vissza a Krakkó felé áttörni készülő orosz csapatokat.
A csata hadászati jelentősége, hogy itt állították meg a támadó „orosz gőzhengert”. A lengyelek is nagy jelentőséget tulajdonítanak a győzelemnek, hiszen úgy tartják, hogy a magyar huszárok mentették meg őket az orosz uralomtól.
A győzelemben külön magyar büszkeség, hogy a német, osztrák és lengyel katonák mellett a huszárok és a honvédek példamutató hősiességge, ami kivívta a harcoló felek elismerését. A csata után a keleti front német parancsnoka, Paul von Hindenburg azt kérte Franz Conrad von Hötzendorftól, hogy küldjön még pár magyar hadtestet a frontra. Conrad erre a többieket megvédve röviden azt felelte, hogy „Mind egyforma.” A viszontválasz sokat elárult, hiszen Hindenburg csípősen ezt mondta: „Sajnálhatja, ha nem vette észre, hogy a magyarok a legjobbak.”

## Előzmények
Több kutató szerint ha a harcok kirobbanása után a német vezérkari főnök, Erich von Falkenhayn nem a franciák elleni döntő győzelmet erőlteti, hanem Conrad javaslatát megfogadva zömmel keleten vonul fel, akkor az oroszok valószínűleg nem 1918-ban, hanem jóval hamarabb kényszerülnek különbékére. 1914 októberében nyilvánvalóvá vált, hogy a Monarchia haderejének aránytalanul nagy feladat az orosz hadsereg feltartóztatása. A katonák elveszítették lelkesedésüket, és a bosnyák alakulatokat leszámítva a szláv katonák (főként a csehek) tömegesen szöktek át az oroszokhoz.
A háború előtt beígért német hadosztályoknak szeptember közepén kellett volna megérkezniük, de azok akkor sem érkeztek meg, amikor már Falkenhayn előtt is nyilvánvalóvá vált, hogy nyugaton nem lehet átütő eredményre számítani. Oroszország létszámfölénye mellett azzal is növelte erejét, hogy képes volt egész haderejét időben felvonultatni. Mindennek tetejében a harcok megindulásakor az osztrák-magyar vezérkar a rendelkezésre álló erőket megosztva, egyszerre vonult fel a Balkánon és Galíciában, míg az oroszok csupán egyetlen, bár hosszú frontvonalon helyezkedtek el. Ennek ellenére az első kisebb csatározásokat a központi hatalmak egységei nyerték meg. A sikeres előnyomulás Lembergnél az orosz túlerő miatt elakadt, és a második lembergi csatában megvert hadsereg hátrálni kényszerült. Ezután a Monarchia fegyveres ereje saját létét is kockára téve akadályozta meg, hogy az orosz erők zöme a Német Birodalomba nyomulhassanak. Ez a stratégia a keleti frontra vezényelt erők kétharmadának elvesztésével járt, és a tapasztalatlan újoncokkal feltöltött csapatok erősen demoralizálódtak.
Már szeptember közepén az a veszély fenyegetett, hogy az oroszok Nyugat-Galícián és Magyarországon át a Monarchia szíve felé nyomulnak előre és pedig a poroszok uralta Sziléziára is támadhatnak. A központi hatalmak hadvezetése a védekezés eszközeként a támadás mellett döntött, megindítva a lengyelországi hadjáratokat. Az első szeptember végétől október végéig tartott; a második november 11-én indult és december derekán ért véget. Az első lengyelországi hadjárat idején Magyarország és Ausztria is „lázas sietséggel” igyekezett úrrá lenni a válságos helyzeten, és sikerült is egy valóban ütőképes galíciai hadsereget felállítania Pflanzer-Baltin lovassági tábornok parancsnoksága alatt. Ez a haderő sikeresen tört előre a San folyóig, itt azonban megakadt, s ezzel egyidőben a német 9. hadsereg a Visztulától északra szintén hátrálni kényszerült. A német, magyar és osztrák erők a sziléziai határra és Krakkó alá vonulni vissza. Az első lengyelországi hadjárat kudarccal zárult.
Az erre adott orosz válasz nem is késlekedett, és a november elején „orosz gőzhenger” hatalmas erővel indult meg. Az orosz fővezér, Nyikolaj Nyikolajevics nagyherceg „mindenáron döntő csapást akart mérni a dunai monarchiára,” amelyet már teljesen kivérzettnek gondolt. Nem alaptalanul, hiszen a Monarchia hadereje alig fél év alatt megdöbbentően sok, közel 800 000 katonát veszített halottakban, sebesültekben és hadifoglyokban. József főherceg naplójában többször kárhoztatta a vezérkar „zöld asztal” mellett, körzővel eltervezett terveit, melyek sokszor irreálisak voltak és kudarccal végződtek, miközben temérdek szenvedést okoztak a katonáknak. Conrad von Hötzendorf gyalogsági tábornok, az osztrák-magyar haderő vezérkari főnöke hiába sürgette többször terveinek elfogadását. A várható orosz betörést Magyarország az olaszok és románok ingatag magatartása miatt sem engedhette meg. Ezért Tisza István miniszterelnök és Hazai Samu honvédelmi miniszter óriási szervezőmunkával 70 000 katonát és megfelelő felszerelést csoportosított a Kárpátokba. Ezzel egy időben kiküldték a frontra Szurmay Sándor altábornagyot, volt államtitkárt is.

## A csata

### A haditerv

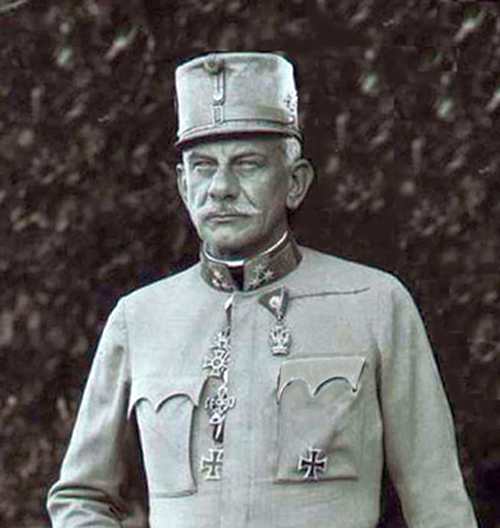
Josef Roth von Limanowa-Łapanów gyalogsági tábornok

A fenyegető események végül kedvezően alakultak a Monarchia és a központi hatalmak számára. Az oroszok támadása egyszerre nehezedett a Kárpátokra, Nyugat-Galíciára és Krakkó elavult, de stabil erődövezetére. Így a félkörben széthúzódott orosz haderő sebezhetővé vált. Ezt Conrad is fölismerte, és seregtestek átcsoportosításával új támadó hadműveletet készített elő. Ennek elképzelése már valószínűleg korábban is felmerült, de ehhez a helyzet november végére érett meg.
A terv röviden egy, a 4. hadseregtől elvont erőkkel délről átkarolás volt, amellyel a támadó orosz 3. hadsereg oldalába kívántak kerülni úgy, hogy amíg az arcvonal egyik része védekezik, addig a másik részen erőket vonnak össze. A csapatok könnyebb mozgatását a jobb közlekedési viszonyok tették lehetővé, ez orosz oldalon jóval nehezebb volt. Ekkor a kiindulási helyzet szerint az osztrák-magyar 4. hadsereg Josef Roth altábornagy parancsnoksága alatt védekezett, míg a kárpáti részt a 3. hadsereg tartotta Svetozar Borojević tábornok irányításával. A két hadsereg között mintegy 100 kilométeres hézag keletkezett, ahova az orosz erők megpróbáltak benyomulni, amivel nemcsak a Bécs felé vezető osztrák-magyar útvonalakat, de magát az új hadműveletet is veszélyeztették. Azonban Roth nem hitte el, hogy az oroszok az egész VIII. és XXIV. hadtestet Újszandec környékére küldték, így ezt csupán könnyűlovasokkal szállta meg.

### Szurmay támadása
Ezalatt a kárpáti arcvonalon is érdekes fejlemények követték egymást. Szurmay Sándor 1914. november 24-én érkezett ki a frontra, ahol Borojević azzal fogadta, hogy nem pusztán egy hadosztály vezetését bízza rá, hanem az egész Ung-völgyi hadseregcsoport parancsnokságát — feltehetően Tisza István nyomására. Az oroszok ekkor már Bártfára is betörtek, ezért a frissen kinevezett parancsnoknak azonnal cselekednie kellett. Az alig fél éve altábornagy Szurmay előléptetésével három nála tapasztaltabbnak látszó altábornagyot előzött meg. A fronttapasztalattal nem rendelkező altábornagy november 25-én vette át a parancsnokságot Nagybereznán, és 29-én már győzelmet jelenthetett, így cáfolva rá azokra, akik korainak gondolták előléptetését és kinevezését.
Szurmay természetesen a leglehetetlenebb, ezért a legváratlanabb helyen, Cirókaújfalu–Méhesfalva között támadta meg és mozdította ki védelmi pozíciókjukból az oroszokat. Ezután valóságos győzelmi sorozatot hajtott végre, egymás után foglalva vissza a Vereckei-, az Uzsoki-, a Toronyai- és a Kőrösmezői-hágókat. Sikerei után harminc évig nem tette orosz katona a lábát magyar földre. Szurmay nem érte be ennyivel, és két seregcsoportjával megindult észak felé, ahol a limanovai csata kezdett kibontakozni, és amelybe ő döntően avatkozhatott be.
A 4. hadsereg megtette a szükséges előkészületeket, és december 3-án támadásra indult, de megfontolatlanul, így a rejtettség elhanyagolása és a hatékony orosz légi felderítés miatt már december 4-én zárt, délnek néző orosz arcvonalba ütköztek. Az orosz 3. hadsereg „bámulatos szívóssággal védekezett és kitartott állásaiban még akkor is, amikor arcvonala Wiśniowánál már derékszögben hajlott meg, és harcászatilag teljesen természetellenes helyzetbe került.” Az osztrák-magyar és német erőfölény miatt az orosz 3. hadsereg mégis kénytelen volt visszavonni nyugatra néző arcvonalát egészen Niepolamice magasságáig. Itt azonban a beérkező erősítések, és a VIII. hadtest Újszandecre előretörése miatt helyzetük megszilárdult.

### A csata vége

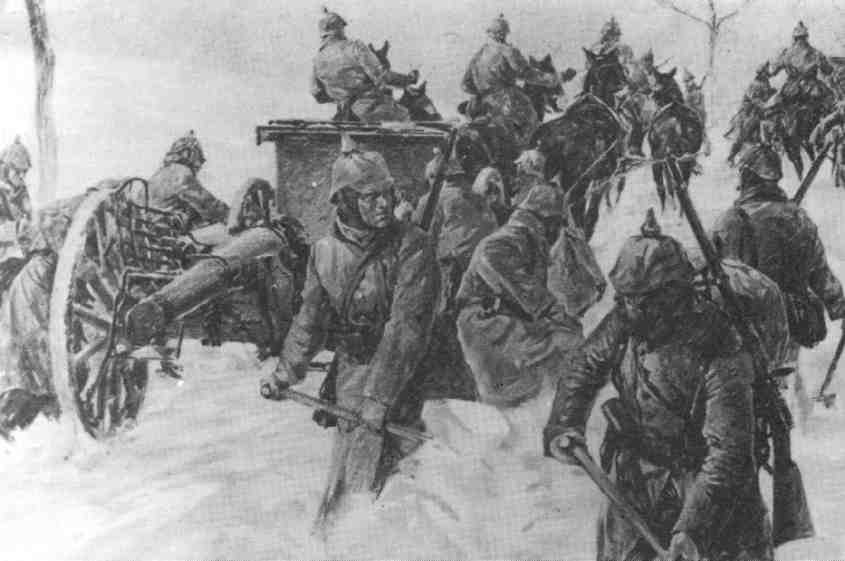
Mostoha körülmények a Kárpátokban

Az osztrák-magyar katonai vezetés a nehézségek láttán előbb a 39. honvéd és 45. Landhwer, majd a 30. és a fél 11. hadosztályt bocsátotta Roth rendelkezésére, de még az így négy hadosztállyal megerősített sereg sem tudott könnyedén előretörni. A Nagy Pál altábornagy által vezetett csoport kénytelen volt az Újszandecről tovább nyomuló orosz túlerő elől december 7-én délután a Limanovától keletre fekvő magaslatokra visszavonulni. Az orosz VIII. hadtest túlereje ekkor már teljesen érvényesült. A vezérkar elégedetlenségét fokozta, hogy a Szurmay vezette csoport két napra eltávolodott a limanovai csatatértől, hogy Bártfát fölmentse; azt az oroszok harc nélkül föl is adták. December 9-én a Szurmay vezette had ismét Újszandec felé indult.
December 10-én az orosz 3. hadsereg váratlan és sikeres ellentámadást hajtott végre, de a vezérkar hezitálásának következtében ez harcászati értelemben kihasználatlan maradt. Annál veszélyesebb volt az orosz VIII. hadtest ismétlődő támadása Rrzegovina–Limanowa-utat tartó vékony vonal, a Jabloniec-hágó ellen. Ide szorult minden környéken harcoló osztrák-magyar egység: a 9-es Nádasdy-huszárok Muhr Ottmár parancsnoksága alatt, a 10-es huszárok, a jász-kun huszárok, a 3-as szegedi honvéd huszárok és más gyalogos, kiegészítő egységek. „A harc december 11-én a hajnali és reggeli órákban érte el tetőpontját, s a gyalogosan küzdő osztrák-magyar lovasság legmaradandóbb emlékű fegyverténye.” Az állásokat elözönlő oroszokat egy pusztító erejű ellentámadással szorították ki a huszárok. Egészen az orosz tartalékvonalig üldözték őket, ahol azonban véres puskatűz fogadta az üldözőket.

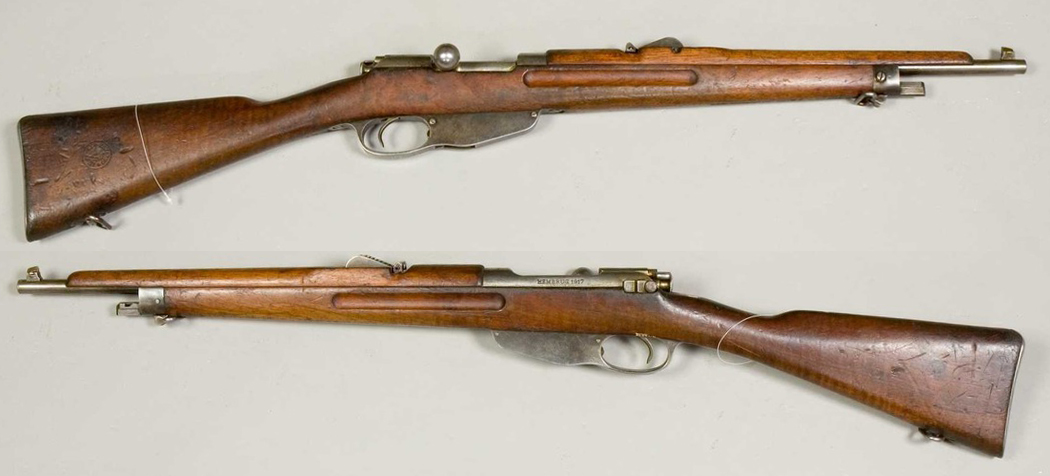
1895 M Mannlicher ismétlőkarabély

Az osztrák-magyar 1895 M Mannlicher ismétlőpuska karabély változataira — amelyeket a lovasságnak adtak — nem lehetett szuronyt rögzíteni, ezért a huszárok tehát karabélytussal, ásóval, botokkal vagy puszta kézzel rohantak az orosz géppuskatűzbe. 
Egy Bauer Gyula nevű huszárfőhadnagy hosszú nyelű ásót forgatott a legnagyobb orosz tumultusban. A magyar csapatok nagy veszteségeket szenvedtek, Muhr ezredest halálos puskalövés érte.
A csatában a tisztek példát mutattak bátorságból, és többen is elestek, például a 10-es huszároknál harcoló Szántay Jenő huszár százados olimpikon kardvívó is. Ez az önfeláldozó kitartás tette lehetővé, hogy a 39. honvéd hadosztály egyik dandárja megkerülje az oroszok déli szárnyát, összetalálkozzon az éppen odaérkező Szurmay-csoporttal, aminek eredményeként az orosz balszárny meghátrált. December 12-én két ellentétes irányból jövő, a győzelemtől lelkes honvéd hadosztály nyújthatott egymásnak kezet az újszandeci hídon.

## Következmények

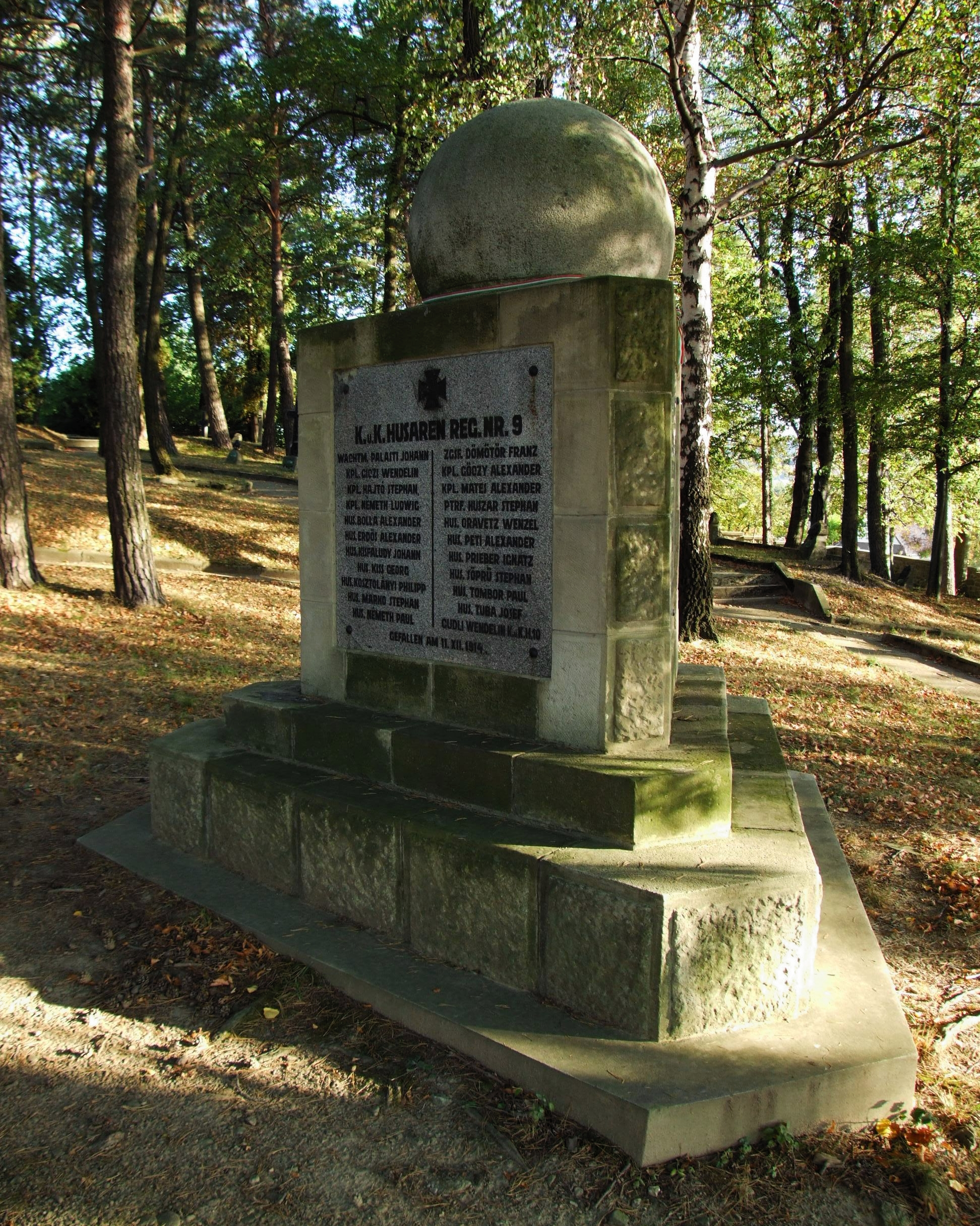
A 9. Nádasdy huszárezred elesettjeinek emlékműve a limanowa–jablonieci katonatemetőben

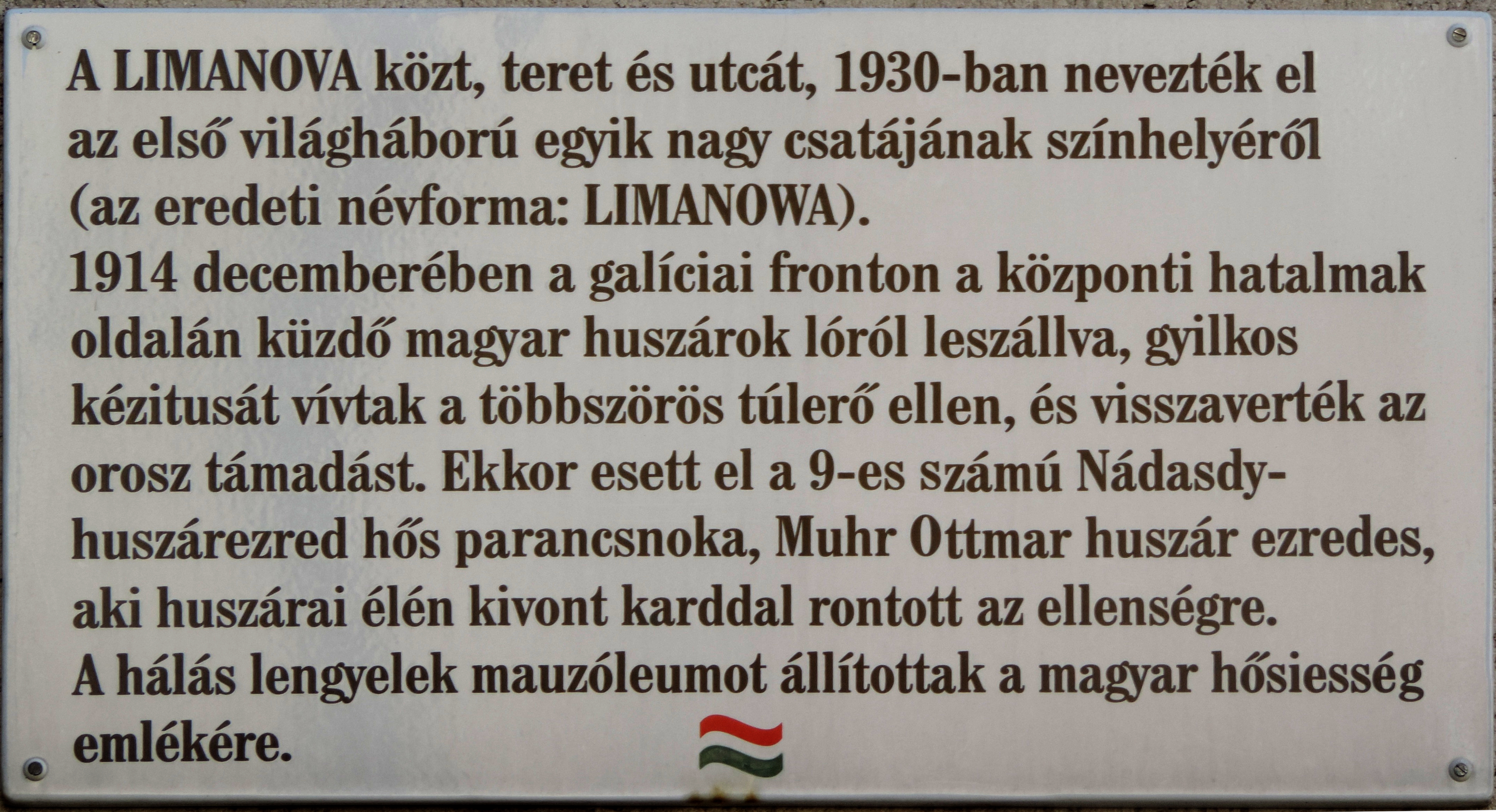
A csata emléktáblája Budapest, XIV. kerületében a Limanova tér 11. szám alatt

Nem született Tannenberg-méretű győzelem, hiszen ekkor még hadászati áttörést sem sikerült elérni, mint később az Gorlicénél, de nagyon fontos harcászati siker született. Limanova ugyanis fordulópontnak ígérkezett az oroszok elleni háborúban. Az orosz „gőzhenger” megállt, és az egész vonalon lassan visszagördült. A Monarchia hadserege elegendő teret nyert, hogy fellélegezhessen és erőt gyűjtsön. Ezután az oroszok kimeríthetetlen ember- és anyagtartalékuk tudatában újabb támadásokat indítottak, de ezekben elvesztették jól képzett tisztjeiket, akiket már nem tudtak pótolni. A németek szemében is sokat jelentett a Limanovánál elért győzelem, mivel azt a Monarchia a saját erejéből küzdötte ki. A siker elismeréseképpen Conrad tábornokot, a vezérkar főnökét 1915. június 23-án vezérezredessé léptették elő.
Ruzszkij tábornok aki a délnyugati arcvonalon harcoló 3. orosz hadsereg parancsnoka volt, egy amerikai újságírónak a következőket nyilatkozta:

„Hadászati mestermű volt a nagyszerűen kigondolt és mesterien végrehajtott limanovai csata, amely minket arra kényszerített, hogy feladjuk további hadműveletünket Krakkó ellen, és meggátolt abban, hogy átmenjünk a Kárpátokon. A limanovai csata az első döntő visszacsapás volt, amelyet az orosz hadsereg Galíciában elszenvedett. Az osztrákok helyzete a Kárpátokban vívott nagy harcok idején nem volt irigylésre méltó. Mi Oroszországban teljesen meg voltunk győződve az osztrák-magyar haderő teljes megsemmisüléséről, annál váratlanabb volt számunkra aztán a limanovai csata kimenetele, mert a lendületes osztrák-magyar támadás teljesen meglepett, és egész arcvonalunk legérzékenyebb részen ért.”

Az elavult fegyverzet és a zord időjárási körülmények ellenére a csatában részt vevő magyar katonák olyan becsületet vívtak ki maguknak, ami példát mutatott a további harcok idején. A csatában elesett katonák hősi emlékműve Limanowa melletti Jabloniec magaslaton található. Ez a 368-as számú haditemető, amelyet a kápolnájával együtt a csata centenáriumára 2014-ben felújítottak.
Budapest XIV. kerületében Limanova közt, teret és utcát neveztek el a csata színhelyéről, emléket állítva ezzel a magyar hősöknek. 2014-ben a Digitális Legendárium – a Hadtörténeti Intézet és Múzeum szakmai tanácsadásával – animációs filmet készített a híres és a magyarok számára is oly jelentős ütközetről.